# Звуковий бар'єр (фільм)
«Звуковий бар'єр» (англ. The Sound Barrier, в прокаті США — Breaking the Sound Barrier) — фільм британського режисера Девіда Ліна, що став володарем кількох міжнародних кінопремій, включаючи премії BAFTA за найкращий фільм і за найкращий британський фільм.

## Сюжет
Льотчик Королівських ВПС Великої Британії Тоні Гартвейт після закінчення Другої світової війни одружується зі Сьюзен, дочкою великого промисловця-авіабудівника Джона Ріджфільда. Тесть знайомить зятя з цілком таємною новою розробкою — реактивним двигуном для винищувача «Прометей», який буде здатний подолати звуковий бар'єр швидкості.
При навчальному польоті гине Крістофер, брат Сьюзен. Тоні надходить на роботу у фірму тестя льотчиком-випробувачем і «загоряється» ентузіазмом Ріджфільда. Сьюзен вагітна і серйозно заперечує проти небезпечних експериментальних польотів чоловіка. При черговому випробуванні Тоні гине.
Сьюзен залишає будинок батька і зупиняється у друзів — родини Філіпа і Джес Пив, де незабаром народжує сина. Через рік Філіп Пив, теж льотчик, який працює на Ріджфільда, йде стопами Тоні і через деякий час досягає на новому екземплярі літака швидкості звуку. Сьюзен поступово розуміє, що батьком рухає не користолюбство і жорстокість, а прагнення до технічного прогресу, жорстка вимогливість вченого до себе і оточуючих. Вона з сином повертається в маєток Ріджфільда.

## У ролях
- Ральф Річардсон — Джон Ріджфільд
- Енн Тодд — Сьюзен Гартвейт
- Найджел Патрік — Тоні Гартвейт
- Джон Джастін — Філіп Пив
- Діна Шерідан — Джесс Пив
- Джозеф Томелті — Вілл Спаркс, авіаконструктор
- Денхолм Елліотт — Крістофер Ріджфільд, брат Сьюзен

## Нагороди
- 1952 — 3 премії Національної ради кінокритиків США: найкращий іноземний фільм, найкраща режисура (Девід Лін), найкращий актор (Ральф Річардсон).
- 1952 — премія Нью-Йоркського гуртка кінокритиків за найкращу чоловічу роль (Ральф Річардсон).
- 1953 — 3 премії BAFTA: найкращий фільм, найкращий британський фільм, найкращий британський актор (Ральф Річардсон). Крім того, стрічка була номінована в категоріях «найкращий британський актор» (Найджел Патрік) і «найкраща британська акторка» (Енн Тодд).
- 1953 — премія «Оскар» за найкращу запис звуку, а також номінація в категорії «найкращий сценарій» (Теренс Реттиг).

## Критика
Крім гарного прийому критикою, фільм супроводжував великий касовий успіх, але з часом він став найменш відомим фільмом Девіда Ліна. Сучасні оглядачі зазначають: 
 «Звуковий бар'єр» — цікава історія з правдоподібними персонажами, вдало підібраними за віком, <…> яка може похвалитися вражаючими технічними досягненнями, хорошою роботою відомого режисера і чудовою майстерністю досвідчених акторів. 